# Вулиця Героїв України (Кременчук)
Вулиця Героїв України — одна з вулиць Кременчука. Протяжність близько 1400 метрів. До 31 травня 2016 року називалася вулицею Героїв Сталінграда.

## Розташування
Вулиця розташована на Молодіжному. Починається з вул. Володимира Великого та прямує на південний захід, де входить у Керченську вул.
Проходить крізь такі вулиці (з початку вулиці до кінця):
- Пр-т Лесі Українки
- Героїв Крут

## Будівлі та об'єкти
- Буд. № 5 — Аптека ПП «Ганзя»[2]
- Буд. № 9 — ПП «Максервіс»[4]
- Буд. № 11-А — Відділення № 1 «Укрінбанку»[3]
- Буд. № 30 — Аптека «Провізор»[2]
- Буд. № 37 — ПП «Кременчуктранспостачзбут»[4]
- Буд. № 39-А — ЗОШ № 31[1]